# Leucophanes
Leucophanes là một chi rêu trong họ Calymperaceae.